# 須藤功哉
須藤 功哉（すどう こうや、1995年〈平成7年〉7月 - ）、愛称はこうや、日本の元ゲイポルノ男優。ケーオーカンパニー所属。

## 人物
千葉県出身。セクシュアリティはノンケ。好きなスポーツは空手と格闘技。趣味は筋トレや銭湯や株など。
以前はビデオモデルや販売員の仕事をしたが、いまは建設業の職人が本業。かつて、ゲイ向け風俗店である『男子学園』新橋店でも働いていた。
2021年、ゲイビデオメーカー『ケーオーカンパニー』に入り、自身の芸名にちなんだパッケージ作品『須藤功哉』に出演しデビュー。

## 出演作品

### ゲイビデオ

#### 2021年
- 須藤功哉 (KO-VIDEO)
  - 須藤功哉　〜密室カメラ編〜 初登場で緊張する須藤くん!! エロが始まると終始ビン勃ちで感じまくる!
  - 須藤功哉　〜初バック〜 ビースト史上最高の肉体美モデルが3P淫乱セックスで上下の口を犯される変態プレイ!!
- Premium 7 (KO-VIDEO)
  - BEAST PREMIUM DISC vol.168
    - オープニングインタビュー
    - 浴衣からはだけるエロい肉体
    - ゴーグルマンもタイプ過ぎてメロメロ…
    - 2本の肉棒を愛撫して最後は…
    - ゴリゴリマッチョとエロ対決
    - 変態ゲイ2人から容赦ない激掘り
    - 須藤功哉が特典ディスクに登場!
    - 功哉くんと一緒にご飯!
- DOBERMAN 舐め犬変態ノンケ (KO-VIDEO)
  - 須藤功哉 女を抱きまくったテクニックで腰をふりまくる!!

#### 2022年
- ほろ酔い淫乱ノンケ体育会 2 (KO-VIDEO)
  - 須藤功哉　お酒の勢いでノンケのケツ穴を容赦なくガン掘り!!こんなとこまで舐めるの!?
- 密室でのマッサージ中に鍛えたカラダを淫乱施術師に狙われ喰われる筋肉トレーニー (KO-VIDEO)
  - ～筋肉トレーニーを狙うデカマラ施術師～
- 体育教師 9 (KO-VIDEO)
  - 知られたくない秘密

#### 2024年
- 【TUBEオリジナル】 隣で寝るのは大好きなノンケ (KO TUBE)
- BEAST VALUE SET 016 (KO-VIDEO)
- BACKWILD 18 (KO-VIDEO)
  - 男の中の男、須藤功哉が浴衣姿で大暴れ! 色気ムンムンのエロい体で男の体を攻めまくる。激しい腰つき、汗だくの本気交尾。